# 태풍 3383호
태풍 3383호는 1933년 7월 말에 발생, 8월 3~5일에 걸쳐 한반도에 영향을 주었던 태풍이다.

## 개요
이 시대의 태풍은 아직 정식 이름이 없었다. 그러나, 국내에서는 "3383호"로 통용된다. 이 태풍에 의해, 집계된 사망·실종자는 415명에 이르렀다.
| 순위 | 태풍 번호 | 태풍 이름 | 사망·실종(명) |
| ---- | --------- | --------- | ------------- |
| 1위  | 3693      | 3693호    | 1,232         |
| 2위  | 2353      | 2353호    | 1,157         |
| 3위  | 5914      | 사라      | 849           |
| 4위  | 7214      | 베티      | 550           |
| 5위  | 2560      | 2560호    | 516           |
| 6위  | 1428      | 1428호    | 432           |
| 7위  | 3383      | 3383호    | 415           |
| 8위  | 8705      | 셀마      | 345           |
| 9위  | 3486      | 3486호    | 265           |
| 10위 | 0215      | 루사      | 246           |

## 주요 관측값

### 최저해면기압
- 제주 967.8hPa
- 목포 978.5hPa
- 대구 985.3hPa[1]

### 최대풍속
- 제주 36.1m/s
- 목포 23.8m/s
- 원산 21.4m/s[1]

### 일최다강수량
- 제주 162.2mm
- 원산 76.1mm
- 강릉 74.2mm[1]

### 총 강수량 (8월 3~5일)
- 제주 164.9mm
- 원산 139.5mm
- 강릉 139.4mm[1]